# أتلي إذفالدسون
أتلي إذفالدسون (بالآيسلندية: Atli Eðvaldsson) (مواليد 3 مارس 1957 في ريكيافيك) هو لاعب كرة قدم سابق ومدرب آيسلندي يُعتبر على نطاق واسع أحد أكثر اللاعبين الآيسلنديين تأثيراً. أصبح بعد تقاعده مدرباً معروفاً.

## سيرته
بدأ أتلي اللعب في نادي فالور وحقق لاحقاً نجاحاً كبيراً في الدوري الألماني لكرة القدم مع فورتونا دوسلدورف وباير يوردينجين. وأصبح أول لاعب آيسلندي يسجل هاتريك في البوندسليغا يوم 6 يونيو عام 1983 عندما سجل خمسة أهداف لنادي فورتونا دوسلدورف ضد آينتراخت فرانكفورت. وختم سيرته الكروية بعد عامٍ قضاه في تركيا، عائداً إلى بلده آيسلندا حيث أصبح مدرباً.

### على المستوى الدولي
لعب للمرة الأولى في المنتخب الآيسلندي عام 1976 واستطاع مع الفريق الفوز في 70 مباراة دولية، مسجلاً ثمانية أهداف وتولى مهمة قيادة المنتخب 31 مرة. وحقق في وقت تقاعده رقماً قياسياً من حيث عدد المباريات الدولية التي لعبها على مستوى آيسلندا. ولعب آخر مباراة دولية في شهر سبتمبر من عام 1991 في مباراة ودية مع الدنمارك.

### عمله مدرباً
أصبح أتلي مدرباً لثلاثة نوادي آيسلندية بعد تقاعده عن اللعب قبل أن يقود منتخب بلاده الوطني عام 1999، واستمر في تدريب المنتخب لمدة أربع سنوات. وعُين أتلي مدرباً على نادي فالور بتاريخ 4 يوليو عام 2009 حتى نهاية الموسم.

## قضية روجر هوليس
أدعى الصحفي تشابمان بينتشر أن أتلي بحوذته وثائق قد تضيف مزيداً من الثقل في القضية ضد مسؤول الاستخبارات البريطانية روجر هوليس، وهي أن هوليس كان جاسوساً روسياً يعمل في منصب رفيع في المكتب الخامس (MI5). صرح بينتشر خلال التسعينيات قائلاً: "لم أكن قادراً على استخراج نسخة من تقرير الاستجواب من أتلي"، وتقرير الاستجواب الذي زعمه بينتشر قد كُتِبَ من قبل والد أتلي وهو إفالد ميكسون المُتوفى.

## الحياة الشخصية
أتلي هو الأخ الأصغر للاعب الدولي السابق يوهانس إذفالدسون. وكان والده إفالد ميكسون (بالآيسلندية: Eðvald Hinriksson) حارس مرمى المنتخب الإستوني الوطني من عام 1934 حتى 1938. وكان ميكسون رئيس شرطة تالين خلال الاحتلال الألماني لإستونيا خلال الحرب العالمية الثانية.
ابنة أتلي سيف أتلادوتير هي عضو في المنتخب الوطني للسيدات.

## روابط خارجية
- أتلي إذفالدسون على موقع الاتحاد الأوربي (الإنجليزية)
- أتلي إذفالدسون على موقع قاعدة بيانات كرة القدم.إي يو (الإنجليزية)
- أتلي إذفالدسون على موقع بيانات كرة القدم. دي إي (الألمانية)
- أتلي إذفالدسون على موقع ناشيونال فوتبول تيمز (الإنجليزية)
- أتلي إذفالدسون على موقع عالم كرة القدم.نت (الإنجليزية)